# Vinzaglio
Pour les articles homonymes, voir Vinzaglio (homonymie).
Vinzaglio est une commune italienne de la province de Novare, dans la région Piémont.

## Administration
| Période                                  | Période | Identité | Étiquette | Qualité |
| ---------------------------------------- | ------- | -------- | --------- | ------- |
|                                          |         |          |           |         |
| Les données manquantes sont à compléter. |         |          |           |         |

### Communes limitrophes
Borgo Vercelli, Casalino, Confienza, Palestro, Verceil.